# Аркань (комуна)
Аркань, Аркані (рум. Arcani) — комуна у повіті Горж в Румунії. До складу комуни входять такі села (дані про населення за 2002 рік):
- Аркань (511 осіб)
- Кимпофень (319 осіб)
- Сенетешть (331 особа)
- Строєшть (278 осіб)

Комуна розташована на відстані 244 км на захід від Бухареста, 11 км на північний захід від Тиргу-Жіу, 99 км на північний захід від Крайови.

## Населення
За даними перепису населення 2002 року у комуні проживали 1439 осіб, усі — румуни. Усі жителі комуни рідною мовою назвали румунську.
Склад населення комуни за віросповіданням:
| Релігія        | Кількість осіб | Відсоток |
| -------------- | -------------- | -------- |
| православні    | 1432           | 99,5%    |
| п'ятдесятники  | 4              | 0,3%     |
| греко-католики | 1              | 0,1%     |
| баптисти       | 1              | 0,1%     |